# ولیکی بوچ
ولیکی بوچ (اسلوونیایی: Veliki Boč) یک زیستگاه انسانی در اسلوونی است که در Lower Styria واقع شده‌است.

## خصوصیات
ولیکی بوچ ۴٫۳۹ کیلومترمربع مساحت و ۱۰۰ نفر جمعیت دارد و ۹۰۱٫۴ متر بالاتر از سطح دریا واقع شده‌است.